# Kvalifikace na Mistrovství Evropy ve fotbale 1996 – skupina 2
Zápasy 2. kvalifikační skupiny na Mistrovství Evropy ve fotbale 1996 se konaly v období od 7. září 1994 do 15. listopadu 1995. Ze šesti účastníků si postup do závěrečného turnaje zajistily reprezentační týmy Španělska a Dánska.

## Výsledky
Domácí mužstva jsou psána v řádku, hostující ve sloupečku.
|    | Skupina 2 | Španělsko | Dánsko | Belgie | Makedonie | Kypr | Arménie |
| 1. | Španělsko |           | 3:0    | 1:1    | 3:0       | 6:0  | 1:0     |
| 2. | Dánsko    | 1:1       |        | 3:1    | 1:0       | 4:0  | 3:1     |
| 3. | Belgie    | 1:4       | 1:3    |        | 1:1       | 2:0  | 2:0     |
| 4. | Makedonie | 0:2       | 1:1    | 0:5    |           | 3:0  | 1:2     |
| 5. | Kypr      | 1:2       | 1:1    | 1:1    | 1:1       |      | 2:0     |
| 6. | Arménie   | 0:2       | 0:2    | 0:2    | 2:2       | 0:0  |         |

## Tabulka
| Poř. | Tým       | Z  | V | R | P | VG | OG | B  |
| ---- | --------- | -- | - | - | - | -- | -- | -- |
| 1.   | Španělsko | 10 | 8 | 2 | 0 | 25 | 4  | 26 |
| 2.   | Dánsko    | 10 | 6 | 3 | 1 | 19 | 9  | 21 |
| 3.   | Belgie    | 10 | 4 | 3 | 3 | 17 | 13 | 15 |
| 4.   | Makedonie | 10 | 1 | 4 | 5 | 9  | 18 | 7  |
| 5.   | Kypr      | 10 | 1 | 4 | 5 | 6  | 20 | 7  |
| 6.   | Arménie   | 10 | 1 | 2 | 7 | 5  | 17 | 5  |

## Zápasy
| 7. 9. 1994                     |       |         |                                                                                             |
| Belgie                         | 2 – 0 | Arménie | Constant Vanden Stock Stadium, Brusel diváci: 6,140 rozhodčí: John Ferry (Northern Ireland) |
| Krbashyan 3' (vl.) Degryse 73' |       |         | Constant Vanden Stock Stadium, Brusel diváci: 6,140 rozhodčí: John Ferry (Northern Ireland) |

| 7. 9. 1994   |       |                                    |                                                                        |
| Kypr         | 1 – 2 | Španělsko                          | Tsirion Stadium, Limassol diváci: 10,000 rozhodčí: Marc Batta (France) |
| Sotiriou 37' |       | Higuera 18' Charalambous 26' (vl.) | Tsirion Stadium, Limassol diváci: 10,000 rozhodčí: Marc Batta (France) |

| 7. 9. 1994    |       |             |                                                                                   |
| Makedonie     | 1 – 1 | Dánsko      | Gradski Stadion, Skopje diváci: 22,000 rozhodčí: Mario van der Ende (Netherlands) |
| Stojkovski 5' |       | Povlsen 86' | Gradski Stadion, Skopje diváci: 22,000 rozhodčí: Mario van der Ende (Netherlands) |

| 8. 10. 1994 |       |      |                                                                               |
| Arménie     | 0 – 0 | Kypr | Hrazdan Stadium, Yerevan diváci: 3,600 rozhodčí: Zbigniew Przesmycki (Poland) |
|             |       |      | Hrazdan Stadium, Yerevan diváci: 3,600 rozhodčí: Zbigniew Przesmycki (Poland) |

| 12. 10. 1994                       |       |             |                                                                           |
| Dánsko                             | 3 – 1 | Belgie      | Parken Stadium, Kodaň diváci: 40,075 rozhodčí: Pierluigi Pairetto (Italy) |
| Vilfort 35' Jensen 72' Strudal 86' |       | Degryse 31' | Parken Stadium, Kodaň diváci: 40,075 rozhodčí: Pierluigi Pairetto (Italy) |

| 12. 10. 1994 |       |                  |                                                                         |
| Makedonie    | 0 – 2 | Španělsko        | Gradski Stadion, Skopje diváci: 30,000 rozhodčí: Gerd Grabher (Austria) |
|              |       | Salinas 16', 25' | Gradski Stadion, Skopje diváci: 30,000 rozhodčí: Gerd Grabher (Austria) |

| 16. 11. 1994 |       |               |                                                                                         |
| Belgie       | 1 – 1 | Makedonie     | Constant Vanden Stock Stadium, Brusel diváci: 5,839 rozhodčí: Sergei Khusainov (Russia) |
| Verheyen 31' |       | Boškovski 51' | Constant Vanden Stock Stadium, Brusel diváci: 5,839 rozhodčí: Sergei Khusainov (Russia) |

| 16. 11. 1994                |       |         |                                                                          |
| Kypr                        | 2 – 0 | Arménie | Tsirion Stadium, Limassol diváci: 3,254 rozhodčí: Gerald Ashby (England) |
| Sotiriou 7' Fasouliotis 87' |       |         | Tsirion Stadium, Limassol diváci: 3,254 rozhodčí: Gerald Ashby (England) |

| 16. 11. 1994                          |       |        |                                                                                          |
| Španělsko                             | 3 – 0 | Dánsko | Estadio Ramón Sánchez Pizjuán, Seville diváci: 26,428 rozhodčí: Jim McCluskey (Scotland) |
| Nadal 41' Donato 56' Luis Enrique 87' |       |        | Estadio Ramón Sánchez Pizjuán, Seville diváci: 26,428 rozhodčí: Jim McCluskey (Scotland) |

| 17. 12. 1994             |       |      |                                                                            |
| Makedonie                | 3 – 0 | Kypr | Gradski Stadion, Skopje diváci: 16,000 rozhodčí: Hartmut Strampe (Germany) |
| B.Đurovski 14', 25', 90' |       |      | Gradski Stadion, Skopje diváci: 16,000 rozhodčí: Hartmut Strampe (Germany) |

| 17. 12. 1994 |       |                                                    |                                                                                     |
| Belgie       | 1 – 4 | Španělsko                                          | Constant Vanden Stock Stadium, Brusel diváci: 15,074 rozhodčí: Ahmet Çakar (Turkey) |
| Degryse 7'   |       | Hierro 29' Donato 56' Salinas 68' Luis Enrique 90' | Constant Vanden Stock Stadium, Brusel diváci: 15,074 rozhodčí: Ahmet Çakar (Turkey) |

| 29. 3. 1995  |       |             |                                                                                      |
| Španělsko    | 1 – 1 | Belgie      | Estadio Ramón Sánchez Pizjuán, Seville diváci: 27,000 rozhodčí: Rémi Harrel (France) |
| Guerrero 24' |       | Degryse 26' | Estadio Ramón Sánchez Pizjuán, Seville diváci: 27,000 rozhodčí: Rémi Harrel (France) |

| 29. 3. 1995      |       |               |                                                                                         |
| Kypr             | 1 – 1 | Dánsko        | Tsirion Stadium, Limassol diváci: 12,000 rozhodčí: Brendan Shorte (Republic of Ireland) |
| Agathocleous 45' |       | Schjønberg 2' | Tsirion Stadium, Limassol diváci: 12,000 rozhodčí: Brendan Shorte (Republic of Ireland) |

| 26. 4. 1995 |       |                             |                                                                              |
| Arménie     | 0 – 2 | Španělsko                   | Hrazdan Stadium, Yerevan diváci: 35,000 rozhodčí: Adrian Porumboiu (Romania) |
|             |       | Amavisca 49' Goikoetxea 63' | Hrazdan Stadium, Yerevan diváci: 35,000 rozhodčí: Adrian Porumboiu (Romania) |

| 26. 4. 1995   |       |           |                                                                        |
| Dánsko        | 1 – 0 | Makedonie | Parken Stadium, Kodaň diváci: 38,888 rozhodčí: Karol Ihring (Slovakia) |
| P.Nielsen 70' |       |           | Parken Stadium, Kodaň diváci: 38,888 rozhodčí: Karol Ihring (Slovakia) |

| 26. 4. 1995                  |       |      |                                                                                        |
| Belgie                       | 2 – 0 | Kypr | Constant Vanden Stock Stadium, Brusel diváci: 17,703 rozhodčí: David Elleray (England) |
| Karagiannis 20' Schepens 47' |       |      | Constant Vanden Stock Stadium, Brusel diváci: 17,703 rozhodčí: David Elleray (England) |

| 10. 5. 1995                   |       |                           |                                                                              |
| Arménie                       | 2 – 2 | Makedonie                 | Hrazdan Stadium, Yerevan diváci: 5,000 rozhodčí: Christer Fällström (Sweden) |
| Grigoryan 23' Shahgeldyan 50' |       | Hristov 60' Markovski 69' | Hrazdan Stadium, Yerevan diváci: 5,000 rozhodčí: Christer Fällström (Sweden) |

| 7. 6. 1995                                     |       |      |                                                                            |
| Dánsko                                         | 4 – 0 | Kypr | Parken Stadium, Kodaň diváci: 40,199 rozhodčí: Werner Müller (Switzerland) |
| Vilfort 45', 50' B. Laudrup 59' M. Laudrup 76' |       |      | Parken Stadium, Kodaň diváci: 40,199 rozhodčí: Werner Müller (Switzerland) |

| 7. 6. 1995        |       |         |                                                                                             |
| Španělsko         | 1 – 0 | Arménie | Estadio Ramón Sánchez Pizjuán, Seville diváci: 12,000 rozhodčí: Roger Philippi (Luxembourg) |
| Hierro 64' (pen.) |       |         | Estadio Ramón Sánchez Pizjuán, Seville diváci: 12,000 rozhodčí: Roger Philippi (Luxembourg) |

| 7. 6. 1995 |       |                                                   |                                                                       |
| Makedonie  | 0 – 5 | Belgie                                            | Gradski Stadion, Skopje diváci: 532 rozhodčí: Ryszard Wójcik (Poland) |
|            |       | Grün 15' Scifo 18', 59' Schepens 27' Versavel 43' | Gradski Stadion, Skopje diváci: 532 rozhodčí: Ryszard Wójcik (Poland) |

| 16. 8. 1995 |       |                              |                                                                            |
| Arménie     | 0 – 2 | Dánsko                       | Hrazdan Stadium, Yerevan diváci: 22,000 rozhodčí: Georg Dardenne (Germany) |
|             |       | M. Laudrup 33' A.Nielsen 46' | Hrazdan Stadium, Yerevan diváci: 22,000 rozhodčí: Georg Dardenne (Germany) |

| 6. 9. 1995 |       |                                     |                                                                             |
| Belgie     | 1 – 3 | Dánsko                              | King Baudouin Stadium, Brusel diváci: 39,627 rozhodčí: Vadim Zhuk (Belarus) |
| Grün 26'   |       | M. Laudrup 20' Beck 21' Vilfort 85' | King Baudouin Stadium, Brusel diváci: 39,627 rozhodčí: Vadim Zhuk (Belarus) |

| 6. 9. 1995   |       |                               |                                                                                |
| Makedonie    | 1 – 2 | Arménie                       | Gradski Stadion, Skopje diváci: 10,000 rozhodčí: Vítor Melo Pereira (Portugal) |
| Micevski 10' |       | Grigoryan 61' Shahgeldyan 78' | Gradski Stadion, Skopje diváci: 10,000 rozhodčí: Vítor Melo Pereira (Portugal) |

| 6. 9. 1995                                                      |       |      |                                                                                     |
| Španělsko                                                       | 6 – 0 | Kypr | Estadio Nuevo Los Cármenes, Granada diváci: 16,150 rozhodčí: Dick Jol (Netherlands) |
| Guerrero 45' Alfonso 51' Pizzi 75', 79' Hierro 78' Caminero 83' |       |      | Estadio Nuevo Los Cármenes, Granada diváci: 16,150 rozhodčí: Dick Jol (Netherlands) |

| 7. 10. 1995 |       |                |                                                                          |
| Arménie     | 0 – 2 | Belgie         | Hrazdan Stadium, Yerevan diváci: 8,000 rozhodčí: Mitko Mitrev (Bulgaria) |
|             |       | Nilis 28', 39' | Hrazdan Stadium, Yerevan diváci: 8,000 rozhodčí: Mitko Mitrev (Bulgaria) |

| 11. 10. 1995 |       |                   |                                                                |
| Dánsko       | 1 – 1 | Španělsko         | Parken Stadium, Kodaň rozhodčí: Václav Krondl (Czech Republic) |
| Vilfort 47'  |       | Hierro 18' (pen.) | Parken Stadium, Kodaň rozhodčí: Václav Krondl (Czech Republic) |

| 11. 10. 1995     |       |                  |                                                                                    |
| Kypr             | 1 – 1 | Makedonie        | Tsirion Stadium, Limassol diváci: 4,513 rozhodčí: Leslie Irvine (Northern Ireland) |
| Agathocleous 90' |       | B.Jovanovski 35' | Tsirion Stadium, Limassol diváci: 4,513 rozhodčí: Leslie Irvine (Northern Ireland) |

| 15. 11. 1995                      |       |           |                                                                                   |
| Španělsko                         | 3 – 0 | Makedonie | Estadio Martínez Valero, Elche diváci: 21,350 rozhodčí: Edgar Steinborn (Germany) |
| Kiko 8' Manjarin 73' Caminero 78' |       |           | Estadio Martínez Valero, Elche diváci: 21,350 rozhodčí: Edgar Steinborn (Germany) |

| 15. 11. 1995                           |       |               |                                                                          |
| Dánsko                                 | 3 – 1 | Arménie       | Parken Stadium, Kodaň diváci: 40,208 rozhodčí: Gilles Veissière (France) |
| Schjønberg 19' Beck 33' M. Laudrup 58' |       | Petrosyan 46' | Parken Stadium, Kodaň diváci: 40,208 rozhodčí: Gilles Veissière (France) |

| 15. 11. 1995     |       |              |                                                                           |
| Kypr             | 1 – 1 | Belgie       | Tsirion Stadium, Limassol diváci: 2,021 rozhodčí: Graziano Cesari (Italy) |
| Agathocleous 18' |       | De Bilde 66' | Tsirion Stadium, Limassol diváci: 2,021 rozhodčí: Graziano Cesari (Italy) |